# Пендак
Пендак или Пендък (на македонска литературна норма: Пендак) е село в източната част на Северна Македония, община Кратово.

## География
Пендак е малко селце, разположено в областта Средорек северозападно от Кратово.

## История
В XIX век Пендак е малко изцяло българско селце в Кратовска кааза на Османската империя. Според статистиката на Васил Кънчов („Македония. Етнография и статистика“) от 1900 г. Пендък има 190 жители, всички българи християни.
В началото на XX век население на селото са под върховенството на Българската екзархия. По данни на секретаря на екзархията Димитър Мишев („La Macédoine et sa Population Chrétienne“) през 1905 година в Пендек (Pendek) има 184 българи екзархисти.
При избухването на Балканската война в 1912 година 4 души от Пендак са доброволци в Македоно-одринското опълчение.

## Личности
Родени в Пендак
- Кузман Ангелов, македоно-одрински опълченец, 20-годишен, работник, носител на орден „За храброст“[4]
- Санде (Сандо) Ангелов, македоно-одрински опълченец, 20-годишен, 2 рота на 3 солунска дружина, носител на орден „За храброст“ ІV степен[5]